# Abraham Pozo Benegas
Abraham Pozo Benegas (Pueblonuevo del Guadiana, Badajoz, España, 7 de agosto de 1990), conocido como Abraham Pozo, es un futbolista español que juega en la demarcación de delantero en la E. F. Puebla de la Calzada del Grupo XIV de la Tercera Federación.

## Trayectoria
Abraham empezó su carrera en la cantera del Flecha Negra de Badajoz. Con 16 años, viaja a Barcelona para unirse a las categorías inferiores del R. C. D. Espanyol pero dos años y medio después vuelve a Extremadura para fichar por el C. D. Don Benito. 
En 2010 debutó en Primera Regional con el C. A. Pueblonuevo, con el que logró el ascenso a Tercera División. Tras dos temporadas en el equipo de su localidad natal, fichó por el Extremadura U. D. donde jugó una temporada.
El siguiente año militó en el C. D. Díter Zafra, donde tras realizar una gran campaña con 24 goles en 20 partidos fichó por el C. D. Badajoz. Tras dos temporadas en el conjunto pacense, volvió al Don Benito donde logró el ascenso a Segunda División B en la temporada 2017-18.
En 2020, abandona Extremadura para jugar una temporada en el C. D. Guijuelo. Posteriormente vuelve al Don Benito para finalmente fichar por la U. D. Montijo de Segunda Federación.
Tras año y medio en el conjunto montijano, el futbolista extremeño abandonaría la entidad en enero de 2024. Días más tarde, la E. F. Puebla de la Calzada de la Primera División Extremeña anunció la llegada del jugador. Con el conjunto poblanchino, logra ascender a Tercera Federación, en una temporada donde el futbolista de Pueblonuevo del Guadiana logra anotar 12 goles en 18 encuentros.

## Clubes
| Club                       | País   | Año         | Partidos | Goles |
| -------------------------- | ------ | ----------- | -------- | ----- |
| C. A. Pueblonuevo          | España | 2010 - 2012 | 14       | 14    |
| Extremadura U. D.          | España | 2012 - 2013 | 3        | 3     |
| C. D. Díter Zafra          | España | 2013 - 2014 | 20       | 24    |
| C. D. Badajoz              | España | 2014 - 2016 | 75       | 29    |
| C. D. Don Benito           | España | 2016 - 2020 | 125      | 38    |
| C. D. Guijuelo             | España | 2020 - 2021 | 25       | 3     |
| C. D. Don Benito           | España | 2021 - 2022 | 34       | 13    |
| U. D. Montijo              | España | 2022 - 2024 | 48       | 2     |
| E. F. Puebla de la Calzada | España | 2024 - Act. | 51       | 21    |